# Litošice
Litošice là một làng thuộc huyện Pardubice, vùng Pardubický, Cộng hòa Séc.